# Barista
Il barista è una figura professionale che lavora nei bar. Esso è addetto alla preparazione e al servizio di caffè, bibite, ecc.

## Tipologia
Barista, barman e bartender sono termini che indicano operatori nel settore bar con mansioni ben distinte.
Il barista è quella figura che opera prettamente nell'ambito della caffetteria e dei coffee shop.
Il barman ed il bartender sono figure specializzate nella creazione dei cocktail e differiscono tra loro nello stile di preparazione.

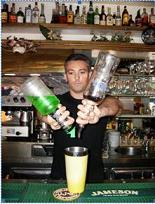
Bartender

- Il barman è associato alla figura classica e storica di colui che prepara bevande miscelate tradizionali con o senza l’utilizzo di misurini, poiché è in grado grazie all'esperienza di poterne fare a meno, preferendo concentrarsi sulla ricerca storica e aneddoti delle miscele servite. Il barman è quindi una figura professionale che troviamo nei bar storici e bar d'elite, soprattutto dei grandi hotels, nei cocktail bar di un certo livello e nei moderni lounge bar. Il barman inoltre possiede un’ottima conoscenza merceologica, una spiccata vocazione per l'ospitalità, una buona cultura generale, conoscenza di lingue straniere e uno stile garbato e sobrio di proporsi alla clientela, nel rispetto delle regole del galateo.
- il bartender (barmaid o barlady per la donna) è il barman definito nell'accezione americana: questa figura professionale lavora utilizzando tecniche specifiche dell'American bartending, ossia prepara cocktail utilizzando tecniche moderne. La sua misura degli alcolici è basata su un sistema di conteggio verbale, detto freepouring di 1º livello, associato a una serie di prese delle bottiglie a 2-3-4-5-6 alla volta, che gli permettono di velocizzare la costruzione del singolo cocktail; inoltre conosce tecniche di speed round che gli permettono di poter lavorare da solo servendo molte persone. Il bartender è una figura professionale che troviamo nelle discoteche, nei pub, nei grandi eventi, dove l'affluenza delle persone richiede maggior velocità.
- il Japanese bartender è una figura alternativa al barman classico e al bartender americano.
- il flair bartender è il cosiddetto "barman acrobatico", colui che intrattiene la clientela attraverso tecniche acrobatiche durante la preparazione di cocktail.

## Il personale del bar e le varie figure professionali
Il personale di un bar di medio-alto livello è composta da:
- Capobarman (o capobarmaid, se donna): ha la completa responsabilità del reparto in cui opera. Deve essere dotato di ottime capacità di organizzazione e gestione del luogo dove lavora, oltre al fatto di saper valutare la condotta dei dipendenti.
- Primo barman: generalmente a questa figura viene affidato il compito di curare l'area del banco bar ed il rifornimento dello stesso. I suoi principali interlocutori sono i clienti, oltre a dover gestire anche i rapporti con i sottoposti. Il barman e il capobarman devono avere una buona cultura generale, essere sempre aggiornati su tutto – la lettura di un quotidiano è quasi d'obbligo – in quanto possono anche interloquire con i clienti, se questi desiderano scambiare due parole (ma ricordarsi di astenersi dal parlare di politica e religione, se possibile) La conoscenza della lingua straniera, almeno una, è fondamentale.
- Secondo barman: figura importante perché in grado di sostituire, se necessario, il primo barman. Per cui deve disporre delle sue competenze, saper svolgere le sue funzioni ed avere eguali responsabilità.
- Barista: è una figura importante nel bar di caffetteria. Esegue preparazioni a base di espresso e tutti i suoi derivati con l'apposita macchina di estrazione del caffè, ma anche con altri metodi di estrazione. Deve essere una persona in grado di conoscere e distinguere le differenti varietà di caffè, al fine di risaltare al meglio le peculiarità delle singole origini o della miscela. Deve avere inoltre conoscenza delle differenti tecnologie ed i differenti gradi di tostatura. Deve avere la conoscenza dell'acqua da utilizzare per le preparazioni di caffè, come anche le differenti tipologie di preparazione: caffè filtro, caffè alla turca, caffè moka, caffè espresso, la french press, aeropress ed altri.
- Cameriere ai tavoli: il cameriere, contrariamente a quello che si pensa, non è un semplice "portabevande", ma deve saper parlare almeno due lingue, deve disporre di una buona cultura generale, saper ascoltare i clienti e proporre e vendere i prodotti al tavolo. E, non per ultimo, deve essere un ottimo e discreto ascoltatore: solo lui può intuire se un cocktail riscontra successo oppure no, contribuendo quindi con suggerimenti e consigli, alla buona riuscita del locale.
- Bartender: il barman che utilizza tecniche dell'American bartending, utilizzando spesso un sistema di misura in once (oz).
- Barchef e molecular mixologist: sono i barman dell'ultima generazione: sanno coniugare la creatività “classica” alla preparazione di cocktails insoliti, passando dai cosiddetti cocktail solidi (gelatine) alle sfere di bitter. Utilizzano particolari attrezzi: affumicatori, saldatori, blender ecc. finora intravisti solo in alcune cucine d'avanguardia (da qui il termine barchef). Sono diverse le tecniche e le applicazioni pratiche usate, dalle spume alle capsule.
- Flair bartender: colui che utilizza tecniche del flair bartending eseguendo acrobazie con bottiglie e shaker.
- Barback: il ragazzo apprendista del bartender.
- Barmaid: il bartender donna
- Bar manager: colui che ha la massima esperienza in fatto di gestione di locali; non lavora dietro al banco, ma all'interno di un ufficio, provvedendo a bilanciare costi e ricavi del locale.
- Capobarman o bar manager : nelle grandi strutture svolge anche un ruolo operativo, specialmente per le public relations, la sorveglianza del personale e la gestione della clientela, delle prenotazioni e dei reclami.
- 1° barman : in strutture più piccole svolge le stesse funzioni del capobarman, ma con uno staff più limitato o a barman unico. Nelle strutture minori, dove a volte è sempre caposervizio, può essere l'unico dipendente del bar o coadiuvato solo da un commis di bar, mentre nelle grandi strutture con più bar all'interno in ogni bar c'è un 1º barman e il più valido è in grado di sostituire il capobarman in caso di sua assenza.
- Chef d'hall : figura quasi scomparsa, un gradino inferiore al capobarman; si occupava del servizio ai tavoli coadiuvato da uno o più commis di bar, specialmente nelle grandi strutture dotate di grandi saloni, essendo il suo compito un ruolo chiave per la vendita nel servizio al tavolo. Prima di diventare chef d'hall era stato 2º barman ed esperto nella preparazione dei drink e del servizio di ristorante. Ora il compito è svolto direttamente dal capobarman o da un 2º barman, specialmente negli hotel con una brigata di bar inferiore o pari a 6 elementi
- 2° barman: in strutture di medie dimensioni è il diretto sostituto del capobarman, mentre in quelle un po' più grandi possono esserci più di un 2° barman e il più esperto, in sua assenza, svolge le funzioni di capobarman.
- Demie chef de bar : qualifica quasi inesistente in Italia, ma presente in molti Paesi europei, come la Germania o la Svizzera. Solitamente è un ragazzo giovane con qualche anno di esperienza al bar che si occupa dell'apertura del bar al mattino, quando la presenza di un barman non è indispensabile, oppure se non più giovane è comunque agli inizi e non è ancora pronto per essere barman o per scarsa conoscenza delle lingue estere o perché non ha acquisito ancora la completa padronanza delle tecniche di servizio. È comunque già affidabile per controllare i carichi del bar al mattino, compito di una notevole importanza, e di servire in maniera impeccabile i drink più semplici, la caffetteria e la prima colazione al bar, oppure si occupa del bar piscina o di un service bar durante meeting e congressi, dove il servizio è di facile esecuzione.
- Commis di bar : ultimo gradino nella scala gerarchica, di solito negli hotel di lusso ha iniziato la sua carriera come commis de rang in ristorante e viene trasferito al bar, scelto tra i più in gamba: mentre in sala è sempre monitorato dallo chef de rang e dai maître, in brigate di bar inferiori ai 6 elementi si occupa in autonomia dell'apertura del bar e del controllo dei carichi, delle pulizie e della meticolosa preparazione della mise en place, oltre che della cassa e del servizio sia al bar sia ai tavoli nelle ore di minor affluenza, quando non è necessaria la presenza di un barman, che solitamente prende servizio in tarda mattinata all'ora dell'aperitivo e smonta dopo il servizio dei caffè e dei digestivi verso le ore 15.00 e rientrando alle 18.00-18.30. Chiaramente tra i commis di bar si scelgono quelli che sono in grado di svolgere il servizio indispensabile in modo autonomo e che sappiano almeno una lingua straniera, mentre i più inesperti lavorano sempre negli orari di maggior affluenza, occupandosi delle pulizie e del lavaggio di bicchieri e stoviglie, dei prelievi di materiale in urgenza di reperire altro materiale durante il servizio, di prelevare i cibi in cucina e di sparecchiare i tavoli e mantenere sempre in ordine il bar e la lobby. Quando inizia a diventare più esperto, se il bar lo permette, lavora in coppia dietro al banco con un barman, iniziando a preparare le bevande più semplici e man mano imparando a fare sia cocktail che long drink. Nelle grandi strutture con brigate oltre i 6 elementi il problema non si pone perché i commis lavorano sempre insieme ad un barman già esperto e negli hotel di lusso di montagna, anche con brigate inferiori alle 6 persone, durante l'inverno, per ottimizzare i costi solitamente apre verso le 15.00, essendo la clientela praticamente tutta sui campi da sci. Il servizio della lobby viene garantito da uno chef d'etage, che in coppia con il suo commis resta di guardia sia per il servizio ai piani sia per la lobby, essendoci scarsa affluenza di clientela e di conseguenza il commis è sempre in coppia con almeno un barman.

## Film sui barman
- Cocktail con Tom Cruise